# Baldwin Harbor
Baldwin Harbor és una concentració de població designada pel cens dels Estats Units a l'estat de Nova York. Segons el cens del 2000 tenia 8.147 habitants.

## Demografia
Segons el cens del 2000, Baldwin Harbor tenia 8.147 habitants, 2.753 habitatges, i 2.282 famílies. La densitat de població era de 2.557,4 habitants per km².
Dels 2.753 habitatges en un 38,4% hi vivien nens de menys de 18 anys, en un 70% hi vivien parelles casades, en un 9,9% dones solteres, i en un 17,1% no eren unitats familiars. En el 13,7% dels habitatges hi vivien persones soles el 7% de les quals corresponia a persones de 65 anys o més que vivien soles. El nombre mitjà de persones vivint en cada habitatge era de 2,96 i el nombre mitjà de persones que vivien en cada família era de 3,26.
Per edats la població es repartia de la següent manera: un 25,6% tenia menys de 18 anys, un 6% entre 18 i 24, un 29,3% entre 25 i 44, un 26,1% de 45 a 60 i un 13% 65 anys o més.
L'edat mediana era de 39 anys. Per cada 100 dones de 18 o més anys hi havia 92,1 homes.
La renda mediana per habitatge era de 84.527 $ i la renda mediana per família de 95.240 $. Els homes tenien una renda mediana de 59.779 $ mentre que les dones 39.483 $. La renda per capita de la població era de 33.674 $. Entorn de l'1,9% de les famílies i el 2,8% de la població estaven per davall del llindar de pobresa.